# Urubamba (rivier)
De Urubamba (Quechua: Urupampa = Donderrivier) is een rivier in Peru. Bij de samenvloeiing van de Urubamba met de Tambo bij de stad Atalaya ontstaat de Ucayali die samen met de Marañón in Peru en Ecuador de Amazone vormt. Vanaf de grens met Brazilië, bij de plaats Tabatinga, wordt de rivier Solimões genoemd. Pas bij de samenvloeiing van deze Solimões met de Rio Negro noemt men haar ook in Brazilië de Amazone.
De Urubamba ontstaat in de "knoop" (nudo) van Vilcanota in Peru, vanaf waar zij vanaf Aguas Calientes een groot deel van het territorium van de regio Cusco doorkruist onder de naam Vilcanota. Bij het passeren van de stad Urubamba krijgt zij de naam Urubamba.
Bij het passeren van Ollantaytambo wordt de rivier rechter en dieper. Het is de zone waar het terrein het meest geërodeerd is door haar loop (Canyon van Torontoy) en waar op de top van de bergen de ruïnes van Machu Picchu zich bevinden. Bij de samenvloeiing van de Urubamba met de Tambo vormen zij de Ucayali.
De turbulentie van de Urubamba, in het passeren van de Heilige vallei van de Inca's, leent zich tot de praktijk van het afdalen van rivieren, wat een van de grootste toeristische attracties is van Peru.